# المصلى (أولاد بغاينة)
المصلى هو دُوَّار يقع بجماعة عين عائشة، إقليم تاونات، جهة فاس مكناس في المملكة المغربية. ينتمي الدوّار لمشيخة أولاد بغاينة التي تضم 34 دوار. يقدر عدد سكانه بـ 78 نسمة حسب الإحصاء الرسمي للسكان والسكنى لسنة 2004.

## روابط خارجية
- البوابة الوطنية للجماعات الترابية
- المندوبية السامية للتخطيط